# 营口俄国领事馆旧址
营口俄国领事馆旧址，原俄罗斯民政厅，位于中国辽宁省营口市站前区八田地街道五大门社区。现为营口市高级中学前校区校史馆。1990年，营口市人民政府公布营口俄国领事馆旧址为营口市文物保护单位。2003年，辽宁省人民政府（辽政发[2003]12号）公布其为辽宁省文物保护单位。2013年，中华人民共和国国务院（国发[2013]13号）公布营口俄国领事馆旧址为第七批全国重点文物保护单位。

## 简介
- 光绪二十六年（1900年），沙皇俄国以剿灭义和团为借口，出兵占领营口，并设立民政厅。拆除营口当地道台衙门以及西炮台兵营两百余间房屋后，用其建筑材料修造了当时的俄国民政厅。总建筑面积达700平方米，高9.5米，为“人”字架铁瓦顶。整体建筑为砖石木架结构，典型的欧式单层建筑风格，在建筑的北端建有穹隆顶式二层阁楼，西侧设有拱形门，青砖砌筑，结实耐用，至今保存完好。
- 民国九年（1920年），国民政府停止其俄国领事馆待遇，遂将该馆撤销。[2]